# Censurio di Auxerre
Censurio (... – Auxerre, 10 giugno V secolo) è stato vescovo di Auxerre nella seconda metà del V secolo. È venerato come santo dalla Chiesa cattolica.
Della diocesi di Auxerre esistono le Gesta pontificum Autissiodorensium, opera composta nel IX secolo sullo stile del Liber pontificalis della Chiesa di Roma, nelle quali Censurio compare al 10º posto, tra i vescovi Fraterno e Orso. 
Il santo vescovo Censurio fu contemporaneo di Sidonio Apollinare, vescovo di Clermont, e di Paziente vescovo di Lione. Il primo gli indirizzò, attorno al 475, una lettera con la quale raccomandava a Censurio un diacono della sua Chiesa, che si era rifugiato a Auxerre per sfuggire ai Goti. Paziente di Lione fece costruire e consacrò la chiesa in onore di san Germano, predecessore di Censurio sulla cattedra di Auxerre. Censurio inoltre chiese a Paziente di far scrivere al diacono Costanzo la vita di San Germano; e ricevette per primo la bozza dell'opera da far pubblicare, con una lettera di accompagnamento scritta da Costanzo.
Secondo il racconto delle Gesta, Censurio governò la Chiesa di Auxerre per 38 anni, 3 mesi e 6 giorni; morì all'età di 78 anni, il 10 giugno di un anno sconosciuto; e fu sepolto nella chiesa di Saint-Germain d'Auxerre. Il 10 giugno è anche il giorno in cui è ricordato nel martirologio geronimiano.
L'odierno Martirologio Romano, riformato a norma dei decreti del concilio Vaticano II, ricorda il santo vescovo con queste parole: